# El pájaro de fuego

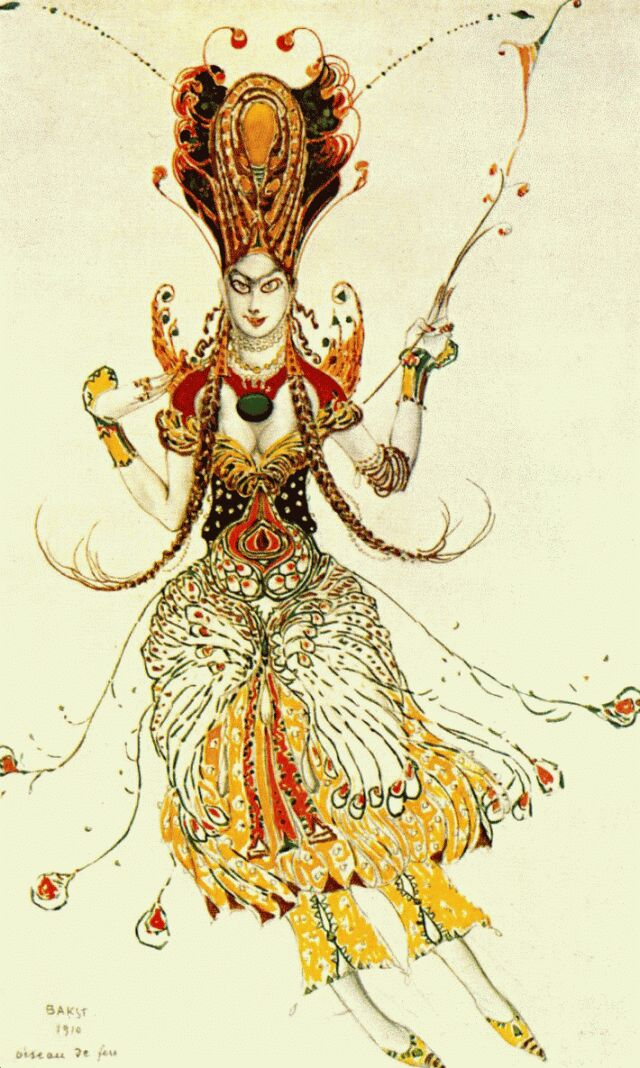
Figurín para Karsávina como Pájaro de fuego de Léon Bakst, 1910

El pájaro de fuego —L'Oiseau de feu título original en francés— (en ruso: Жар-птица) es un ballet en un acto y dos escenas con coreografía y libreto de Michel Fokine, escenografía de Aleksandr Golovín, figurines de Golovín y Léon Bakst y música de Ígor Stravinski. Fue estrenado por los Ballets Rusos de Diáguilev en la Ópera de París el 25 de junio de 1910, durante su segunda temporada en la capital francesa, con Gabriel Pierné como director de orquesta. Sus principales intérpretes fueron Tamara Karsávina como el Pájaro de fuego, Vera Fókina en la Zarevna, Michel Fokine en el Príncipe Iván y Alekséi Bulgákov (o según otros autores Enrico Cecchetti) en el mago Kaschéi.

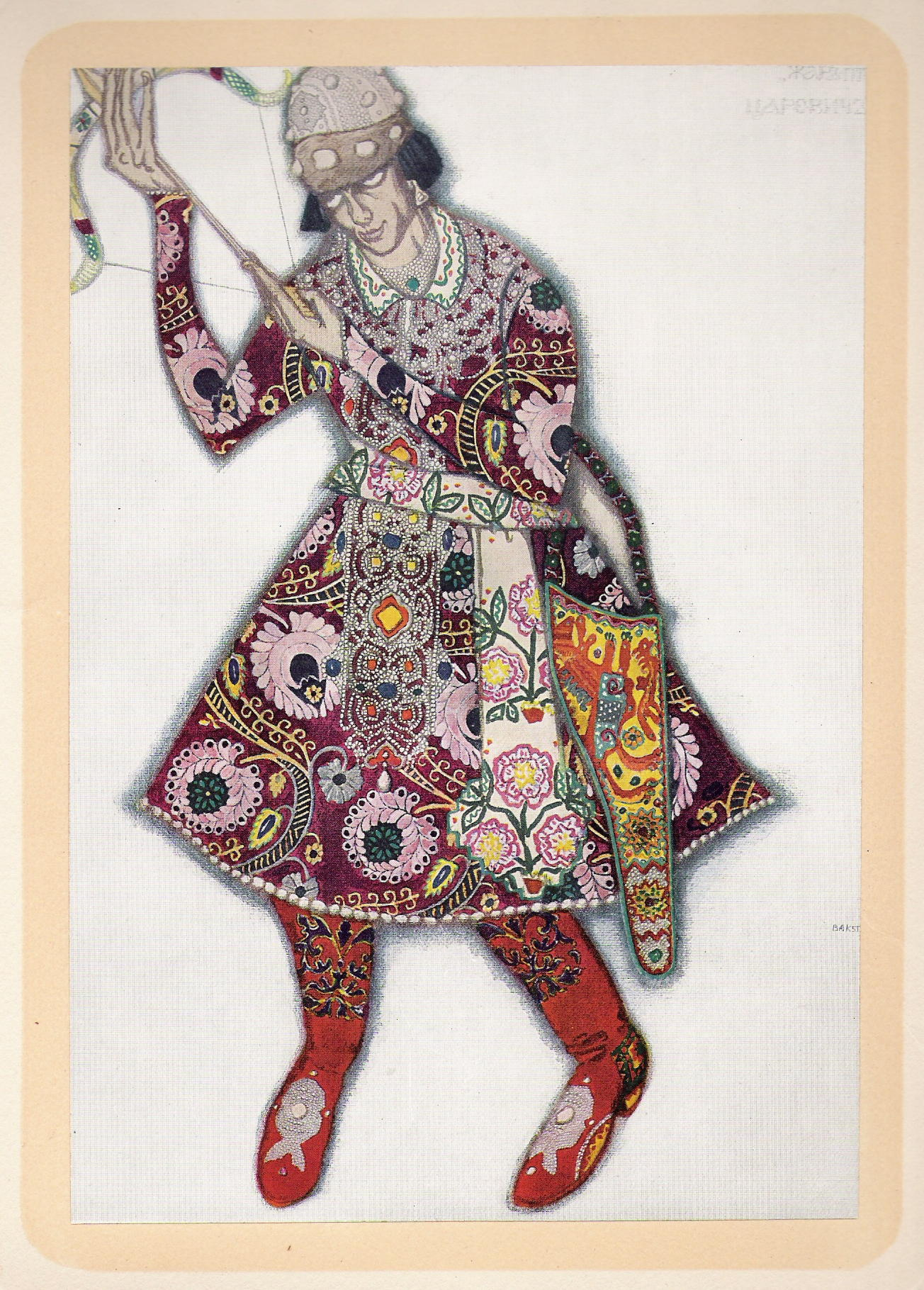
Figurín para Michel Fokine como Príncipe Iván de Léon Bakst, 1910

Este ballet no fue solamente un impulso en el ámbito profesional para Stravinski, sino también el principio de su colaboración con Diáguilev, que posteriormente produciría Petrushka, La consagración de la primavera, Pulcinella, Mavra y Las bodas.

## Génesis
El pájaro de fuego es un conte dansé (cuento bailado), basado en leyendas rusas; empezó a gestarse en el invierno 1908-1909 entre el grupo de amigos y colaboradores que se reunían regularmente en torno a Diáguilev en San Petersburgo. Según cuentan personajes clave de aquellas reuniones como Alexandre Benois, Serguéi Grigóriev y Fokine, el libreto que finalmente se atribuye a Fokine contiene ideas y sugerencias de casi todos los integrantes de aquel círculo. El relato incluye personajes de cuentos tradicionales rusos —incluidos en la recopilación de Aleksandr Afanásiev— para crear una historia con el Pájaro de Fuego y el malvado Koschéi, el inmortal.
Diáguilev había pensado encargar la música a los compositores Nikolái Cherepnín o Anatoli Liádov, ambos discípulos de Rimski-Kórsakov, pero ante su falta de interés se decidió por el novel Stravinski, con quien ya había trabajado el año anterior en la orquestación de algún número de Las sílfides. En sus memorias Stravinski relata su impresión al recibir la oferta:

Aunque al principio me asusté porque el encargo estaba atado a una fecha determinada y yo, que entonces aún no conocía mis propias fuerzas, temía no poder cumplir con ella, acepté la propuesta. Era muy halagadora para mí. Me habían escogido entre los músicos de mi generación e iba a participar en una empresa importante con personalidades tenidas por sobresalientes en su terreno".

La noche del estreno en París, Fokine salió a saludar al público entusiasmado entre Karsávina y Fókina; Stravinsky tuvo que salir varias veces a recibir los aplausos por su primer ballet. El pájaro de fuego se convirtió pronto en uno de los ballets más populares del repertorio de los Ballets Rusos y vivió numerosas reposiciones en décadas posteriores.

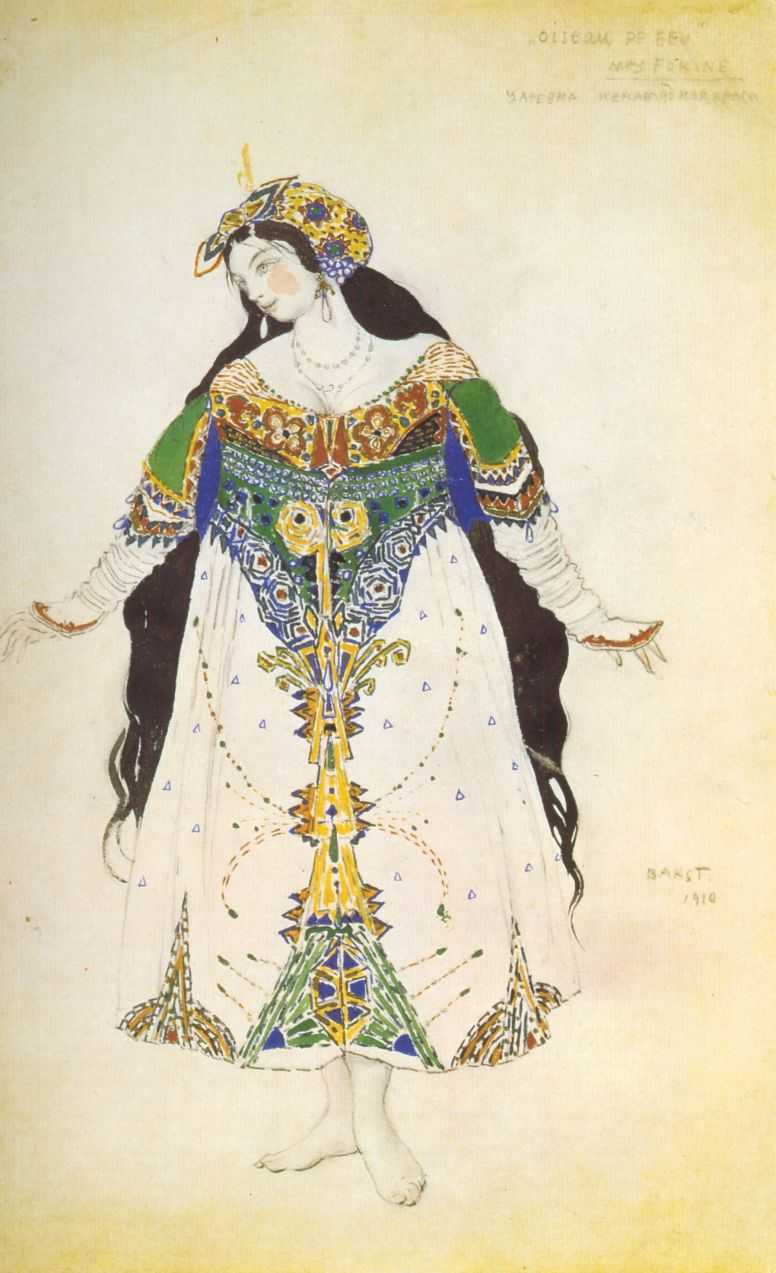
Figurín para la Zarevna de Léon Bakst, 1913.

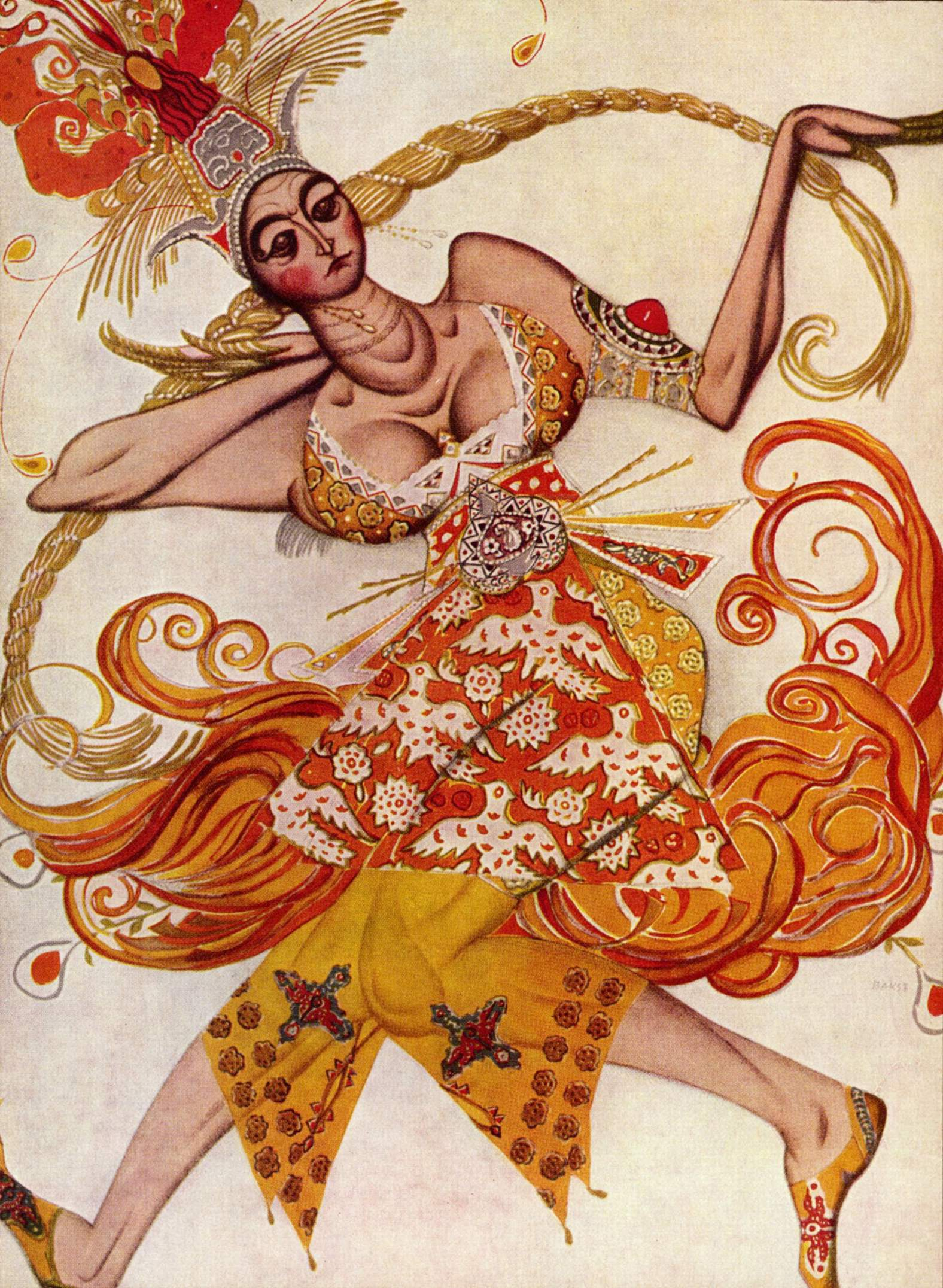
Figurín para Karsávina como Pájaro de fuego de Léon Bakst.

## Libreto
Primera escena: El ballet comienza con una introducción que sitúa al espectador en el mundo maléfico del mago Kaschéi, luego el telón se alza sobre el jardín nocturno del mago en el que irrumpe el Príncipe Iván persiguiendo a un misterioso pájaro, mitad mujer, mitad ave con plumaje de oro y fuego. El Príncipe consigue apresar al ser fantástico, pero en un paso a dos apasionado el Pájaro de Fuego ruega al Príncipe Iván que le devuelva la libertad. A cambio le regala una pluma mágica con la que podrá llamarle siempre que lo necesite. El Príncipe lo libera y el Pájaro emprende agradecido el vuelo.
Segunda escena: Clarea el día y aparecen unas princesas, que fueron encantadas por el mago, para jugar en el jardín. El Príncipe Iván baila con ellas y se enamora de la más bella, la Zarevna. A lo lejos resuenan las trompetas que anuncian la llegada del mago, furioso por la presencia de un intruso en sus dominios, viene acompañado por su corte de monstruos. Las princesas se refugian en el castillo y el Príncipe queda solo ante el malvado Kaschéi. Entonces recuerda la pluma del Pájaro de Fuego y le llama para que venga en su ayuda. El Pájaro aparece y obliga a danzar a los monstruos hasta su extenuación. En el combate final con el mago el Príncipe Iván destruye con su espada el huevo que guarda el alma de Kaschéi y este muere retorciéndose entre gases sulfurosos. Todas sus víctimas, los caballeros convertidos en piedras y las princesas prisioneras recobran la libertad; por último, el Príncipe Iván conduce a la Zarevna a su palacio entre la alegría general.

## Música

### Números
El pájaro de fuego, que tiene una duración media aproximada de 45 minutos, está dividida en 14 secciones. Los números asignados por Stravinski en la partitura son:
1. Introducción
Primer cuadro
2. El jardín encantado de Kaschéi

3. Aparición del Pájaro de Fuego perseguido por el príncipe Iván Tsarévich

4. Danza del Pájaro de Fuego

5. Captura del Pájaro de Fuego por el príncipe Iván Tsarévich

6. Súplica del Pájaro de Fuego — Aparición de las trece princesas encantadas

7. Juego de las princesas con las manzanas de oro (Scherzo)

8. Súbita aparición de Iván Tsarévich

9. «Jorovod» (Ronda) de las princesas

10. Amanecer — Iván Tsarévich entra en el palacio de Kaschéi

11. Carillón mágico — Aparición de los monstruos guardianes de Kaschéi y captura de Iván Tsarévich — Aparición de Kaschéi el Inmortal — Diálogo de Kaschéi e Iván Tsarévich — Intercesión de las princesas — Aparición del Pájaro de Fuego

12. Danza del séquito de Kaschéi, hechizado por el Pájaro de Fuego

13. Danza infernal de todos los súbditos de Kaschéi — Berceuse (nana) — Despertar de Kaschéi — Muerte de Kaschéi — Profundas tinieblas

Segundo cuadro
14. Desaparición del palacio y de los encantamientos de Kaschéi — Retorno a la vida de los caballeros petrificados — Alegría general

### Instrumentos
La obra se compuso para una gran orquesta con la siguiente instrumentación:
| Viento madera 2 piccolos 2 flautas 3 oboes 1 corno inglés 3 clarinetes 1 clarinete bajo afinado en Si♭ (bemol) 3 fagotes 1 contrafagot | Viento metal 4 cornos franceses 3 trompetas 3 trombones 1 tuba 3 trompetas, en el escenario 2 tubas Wagner tenor, en el escenario 2 tubas Wagner bajo, en el escenario | Percusión bombo platillos triángulo pandereta gong glockenspiel xilófono piano celesta tímpano | Cuerdas violines primeros violines segundos violas violonchelos contrabajos 3 arpas |

## Suites
Además de la partitura completa del ballet de 1909–10, Stravinski arregló tres suites para concierto en 1911, 1919 y 1945.

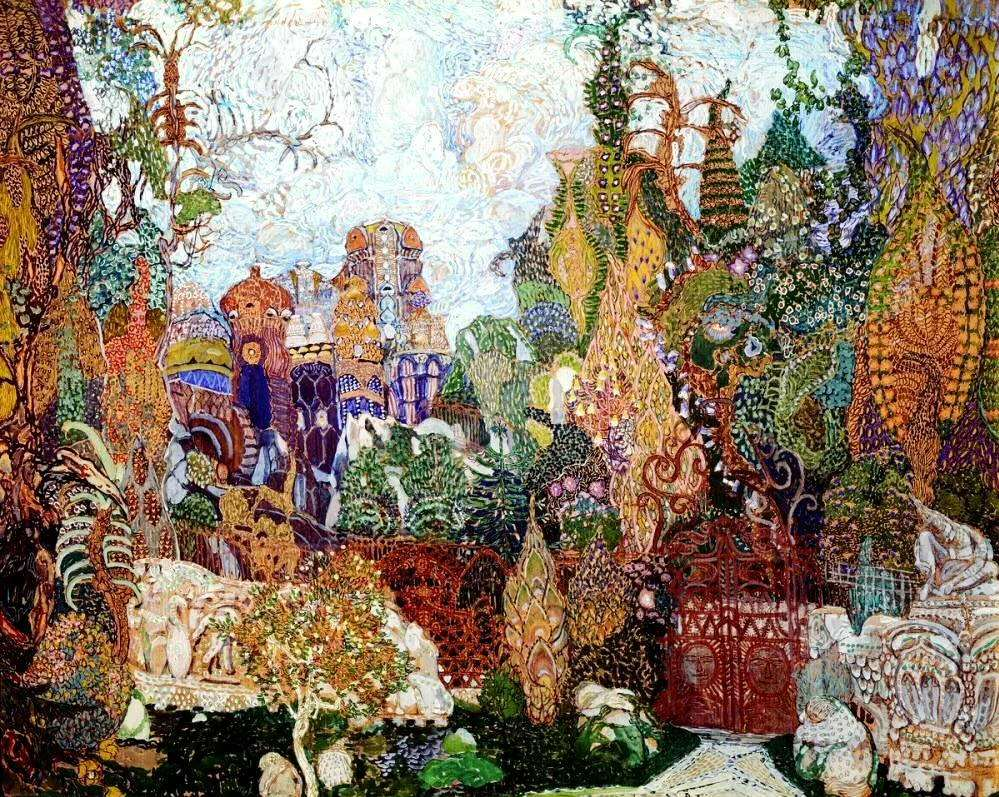
Escenario de Aleksandr Golovín para El pájaro de fuego, 1910

### Suite de 1911
1. Introducción – El jardín encantado de Kaschéi – Danza del Pájaro de Fuego
2. Súplica del Pájaro de Fuego
3. Juego de las princesas con las manzanas de oro
4. «Jorovod» (Ronda) de las princesas
5. Danza infernal de todos los súbditos de Kaschéi[9]

Instrumentación: básicamente la del ballet original. La partitura se imprimió de las mismas placas; solamente se grabaron los nuevos finales de los movimientos. La duración aproximada de esta suite es 20-22 minutos.

### Suite de 1919
1. Introducción – El Pájaro de Fuego  y su danza – Variación del Pájaro de Fuego
2. «Jorovod» (Ronda) de las princesas
3. Danza infernal de todos los súbditos de Kaschéi
4. Berceuse (Nana)
5. Final

Instrumentación: 2 flautas; 2 oboes; 2 clarinetes; 2 fagotes; 4 trompas; 2 trompetas; 3 trombones; tuba; timbales; bombo; platillos; triángulo; xilófono; arpa; piano (o celesta); y las cuerdas.
Esta suite nació en Suiza para el director de orquesta Ernest Ansermet. La publicación original de la partitura contenía muchos errores, que no se corrigieron definitivamente hasta 1985. La duración de esta suite es también 20-22 minutos.

### Suite de 1945
1. Introducción – El Pájaro de Fuego  y su danza – Variación del Pájaro de Fuego
2. Pantomima I
3. Pas de deux: El Pájaro de Fuego e Iván Tsarévich
4. Pantomima II
5. Danza de las princesas (Scherzo)
6. Pantomima III
7. «Jorovod» (Ronda) de las princesas
8. Danza infernal de todos los súbditos de Kaschéi
9. Berceuse (Nana)
10. Final

Instrumentación: 2 flautas; 2 oboes; 2 clarinetes; 2 fagotes; 4 trompas; 2 trompetas; 3 trombones; tuba; timbales; bombo; tambor, caja; pandereta; platillos; triángulo; xilófono; arpa; piano (o celesta); y las cuerdas.
En 1945, poco antes de conseguir la nacionalidad estadounidense, la editora musical Leeds Music propuso a Stravinski que revisara la orquestación de sus tres primeros ballets para poder recibir los derechos de autor en los Estados Unidos. El compositor se mostró de acuerdo y, apartando su trabajo en el final de la Sinfonía en tres movimientos, procedió con esta última suite, basada en la versión de 1919, ampliándola y reorquestándola con varios minutos de las pantomimas de la partitura del ballet original. Esta suite tiene una duración aproximada de 28-30 minutos.